# Pefloksacyna
Pefloksacyna – organiczny związek chemiczny z grupy fluorochinolonów stosowany jako chemioterapeutyk. Jest aktywna wobec bakterii Gram-ujemnych, lecz wykazuje mniejszą skuteczność od innych chinolonów. Stosowana jest głównie w zakażeniach dróg moczowych, gruczołu krokowego, kości i stawów. Działa toksycznie na wątrobę.